# 西川和廣
西川 和廣（にしかわ かずひろ、1953年（昭和28年）7月7日 - ）は、日本の国土交通技官、橋梁工学者。国土交通省国土技術政策総合研究所所長、一般財団法人土木研究センター理事長を経て、国立研究開発法人土木研究所理事長。

## 経歴
東京都生まれ。1976年（昭和51年）東京工業大学（のちの東京科学大学）工学部土木工学科卒業。1978年（昭和53年）同大学大学院理工学研究科土木工学専攻修士課程修了、建設省入省、土木研究所構造橋梁部橋梁研究室研究員。1987年（昭和62年）建設省道路局国道第二課課長補佐。1989年（平成元年）建設省東北地方建設局酒田工事事務所長。1991年（平成3年）建設省土木研究所構造橋梁部橋梁研究室長。2001年（平成13年）国土交通省国土技術政策総合研究所企画部評価研究官。2003年（平成15年）独立行政法人土木研究所企画部長。2005年（平成17年）国土交通省国土技術政策総合研究所研究総括官兼総合技術政策研究センター長。2007年（平成19年）土木学会鋼構造委員会委員長。
2009年（平成21年）国土交通省国土技術政策総合研究所長。2012年（平成24年）海洋架橋・橋梁調査会審議役・事務局長。2013年（平成25年）橋梁調査会専務理事。2015年（平成27年）土木研究センター理事長。2017年（平成29年）国立研究開発法人土木研究所理事長。2018年（平成30年）丘友会長。
2023年（令和5年）2月土木学会インフラメンテナンスマイスター賞受賞。同年3月トヨコー顧問。同年6月レーザー施工研究会専門家理事。同年7月高専インフラメンテナンス人材育成推進機構理事長。同年9月復建技術コンサルタント技術顧問。同年11月瑞宝中綬章受章。橋梁工学専攻で、橋梁の維持管理が専門。